# 케추아오시쿠도
케추아오시쿠도(Oxymycterus hucucha)는 비단털쥐과에 속하는 남아메리카 설치류이다. 볼리비아 중부 안데스산맥의 작은 지역에서 발견되며, 해발 2,600~3,000m의 운무림에서 서식한다. 케추아오시쿠도는 옥시믹테루스속에서 예외적으로 작은 종이고, 1984년 볼리비아 산타크루스 주 경계선 근처 코차밤바 주 시베리아 운무림에서 포획한 표본을 통해 처음 신종으로 기재되었다. 같은 지역의 작은 남아메리카밭쥐 설치류에 비해 긴 발톱을 갖고 있기 때문에 옥시믹테루스속으로 분류했다. 1955년과 1979년에 인근 지역에서 포획한 2점의 다른 표본은 같은 종에 속하는 것으로 동정했다. 한 종은 테스피아풀밭쥐(Akodon mimus)로 오동정했다.